# آلفرد داگلاس (بازیکن فوتبال)
آلفرد داگلاس (انگلیسی: Alfred Douglas؛ زادهٔ ۲۶ مارس ۱۸۹۹) بازیکن فوتبال اهل بریتانیا است.
از باشگاه‌هایی که در آن بازی کرده‌است می‌توان به باشگاه فوتبال کریستال پالاس، باشگاه فوتبال ردینگ، باشگاه فوتبال برنتفورد، باشگاه فوتبال نیوکاسل یونایتد، و باشگاه فوتبال کروک تاون اشاره کرد.